# Кляйнхайнц, Маркус
Маркус Кляйнхайнц (нем. Markus Kleinheinz, 27 августа 1976, Инсбрук, Тироль) — австрийский саночник, выступавший за сборную Австрии с 1994 года по 2006-й. Участник трёх зимних Олимпийских игр, бронзовый призёр чемпионатов мира и Европы, обладатель Кубка мира, многократный призёр национального первенства.

## Биография
Маркус Кляйнхайнц родился 27 августа 1976 года в городе Инсбрук, федеральная земля Тироль. Активно заниматься санным спортом начал в возрасте четырнадцати лет, в 1994 году прошёл отбор в национальную сборную и стал принимать участие в крупнейших международных стартах, показывая довольно неплохие результаты. Так, уже на чемпионате мира 1995 года в шведском Лиллехаммере получил бронзовую медаль за участие в состязаниях смешанных команд. Благодаря череде удачных выступлений удостоился права защищать честь страны на зимних Олимпийских играх 1998 года в Нагано, где впоследствии финишировал пятым. Окончил сезон бронзовой наградой с европейского первенства в немецком Оберхофе, выигранной так же в командной программе.
В общем зачёте Кубка мира 2001/02 Кляйнхайнц занял восьмое место, а на чемпионате Европы в немецком Альтенберге закрыл десятку сильнейших. Ездил соревноваться на Олимпиаду в Солт-Лейк-Сити, без проблем прошёл квалификацию, но в итоге вынужден был довольствоваться восьмой позицией мужской одиночной программы. В следующем сезоне стал обладателем Кубка мира и финишировал седьмым на чемпионате мира в латвийской Сигулде. В 2004 году на мировом первенстве в японском Нагано занял двенадцатое место среди одиночек и четвёртое в состязаниях смешанных команд, а после окончания всех кубковых этапов расположился в мировом рейтинге сильнейших саночников на пятой строке.
На чемпионате мира 2005 года в американском Парк-Сити был пятым на одноместных санях и четвёртым со смешанной австрийской командой, при этом в кубковом зачёте разместился на третьей строке. Через год добрался до второго места в рейтинге Кубка вызова и показал пятый результат на Кубке мира. Последним крупным международным стартом для него стали Олимпийские игры 2006 года в Турине, он планировал побороться здесь за медали, однако сумел добраться только до девятого места. Поскольку конкуренция в сборной на тот момент сильно возросла, вскоре Маркус Кляйнхайнц принял решение завершить карьеру профессионального спортсмена, уступив место молодым австрийским саночникам. Одновременно с участием в соревнованиях по санному спорту служил солдатом в вооружённых силах Австрии.